# Yuu Yamagata
Yuu Yamagata (en japonés: 山縣優, Yamagata Yuu) (Tomakomai, 6 de julio de 1976) es una luchadora profesional japonesa, conocida por su paso como luchadora independiente en promociones niponas como Kaientai Dojo y Pro Wrestling Wave.

## Carrera profesional

### Circuito independiente (2000-presente)
Yamagata debutó como luchadora profesional en un house show promovido por Arsion el 3 de diciembre de 2000, donde cayó ante su propia entrenadora Mariko Yoshida.
Como independiente, Yamagata es conocida por competir en varias promociones. Ella estaba en un feudo con Apple Miyuki mientras competía en JWP Joshi Puroresu y luchó en una serie de no menos de siete partidos consecutivos contra ella que ganó, a partir del 31 de julio de 2002. En la tercera noche de la edición de 2011 de la Goddesses of Stardom Tag League, evento de la World Wonder Ring Stardom, donde se asoció con Nanae Takahashi y Natsuki Taiyo contra Hiroyo Matsumoto, Io Shirai y Yuzuki Aikawa.
En Osaka Pro Saturday Night Story, un evento promovido por Osaka Pro Wrestling el 13 de julio de 2013, formó equipo con Billy Ken Kid y Kanjyuro Matsuyama en un esfuerzo perdedor ante Ebessan, Asuka y Kuishinbo Kamen como resultado de un combate por equipos de seis hombres. En WAVE/OZ Academy OZABU Spin Off, un evento crossover producido por Wave en asociación con Oz Academy el 7 de junio de 2015, compitió en una batalla real de 19 personas ganada por Hiroyo Matsumoto y en la que también participaron Chikayo Nagashima, Manami Toyota, Kaori Yoneyama, Kaho Kobayashi y otros.
En el Retirement Show de Kyoko Kimura del 22 de enero de 2017, compitió en un battle royal de 20 personas en el que también participaron Choun Shiryu, Mayu Iwatani, Yuko Miyamoto, Takashi Sasaki, Yuki Miyazaki, Yuu y otros. En un house show promovido por Sendai Girls' Pro Wrestling el 21 de abril de 2018, hizo equipo con Heidi Katrina en un esfuerzo perdedor ante Riot Crown (Dash Chisako y Kaoru Maeda). En Seadlinnng Go! Osaka!, Yamagata luchó contra Takuya Sugi y Mei Hoshizuki en un combate a tres bandas. En Ice Ribbon/Hamuko Hoshi Produce del 15 de diciembre de 2019, Yamagata hizo equipo con Tequila Saya para derrotar a Akane Fujita e Hibiscus Mii.
Compitió brevemente en la escena independiente estadounidense, trabajando para Shimmer Women Athletes y en el SHIMMER Volume 53 del 6 de abril de 2013, luchó en un combate a cinco bandas ganado por Christina Von Eerie y en el que también participaron Evie, Kalamity y Rhia O'Reilly.

#### Big Japan Pro Wrestling (2009-2019)
Yamagata compitió en contadas ocasiones en la Big Japan Pro Wrestling como talento femenino. Participó en uno de los combates más largos de la historia de la lucha libre profesional, un battle royal de 108 hombres en el Tenka Sanbun no Kei: New Year's Eve Special, un evento crossover celebrado entre Big Japan Pro Wrestling (BJW), DDT y Kaientai Dojo desde el 31 de diciembre de 2009, compitiendo contra otros luchadores como Great Kojika, Danshoku Dino, Kenny Omega, Yoshihiro Tajiri, Gota Ihashi y muchos otros. En la BJW Osaka Surprise 34, del 24 de diciembre de 2017, formó equipo con Kota Sekifuda y Tatsuhiko Yoshino en una lucha contra Speed Of Sounds (Hercules Senga y Tsutomu Oosugi) y Tsubasa.

#### Ganbare Pro Wrestling (2018-presente)
Yamagata rara vez compite para la rama GanPro de DDT Pro-Wrestling. En la edición de 2018 del Ganbare Climax fue derrotada por Shinichiro Tominaga en un combate de primera ronda.

#### Marvelous That's Women Pro Wrestling (2016-presente)
Yamagata también forma parte del roster de Marvelous. En un house show promocionado el 8 de diciembre de 2019, hizo equipo con Megumi Yabushita y Tomoko Watanabe en un combate perdido contra Dump Matsumoto, Dash Chisako y Kaoru Maeda.

#### Pro Wrestling Wave (2012-2017)
En WAVE The Virgin Mary Reina de Reinas 2012, evento crossover producido por la promoción en colaboración con Lucha Libre AAA Worldwide el 27 de noviembre, se asoció con Ryo Mizunami para desafiar sin éxito a Makoto y Moeka Haruhi, Hikaru Shida y Nagisa Nozaki, Aya Yuuki y Sawako Shimono, y Cherry y Shuu Shibutani en un combate por equipos de cinco vías.
Yamagata es conocida por competir en los eventos emblemáticos de la promoción, como el Torneo Dual Shock Wave. En la edición de 2013, formó equipo con Ayako Hamada y ganó la competición con una tota de cuatro puntos tras enfrentarse a los equipos de Muscle Venus (Hikaru Shida y Tsukasa Fujimoto), Giann's (Kana y Yumi Ohka), Megane Super (Gami y Ryo Mizunami), Higebu (Moeka Haruhi y Tomoka Nakagawa), HamukoSawako (Hamuko Hoshi y Sawako Shimono), Classic Gals (Cherry y Shuu Shibutani) y Plus Minus Zero 2013 (Mio Shirai y Misaki Ohata). También ganaron la edición de 2015 al derrotar a Hikaru Shida y Melanie Cruise en el partido de primera ronda, a Kyusei Sakura Hirota y Mika Iida en las semifinales y a Kayoko Haruyama y Tsubasa Kuragaki en la final.
En cuanto al torneo Catch the Wave, hizo su primera aparición en la edición de 2013, donde compitió en el "Bloque Glamour", que ganó con un total de ocho puntos tras competir contra Tomoka Nakagawa, Misaki Ohata, Kagetsu, Ryo Mizunami, Ayako Hamada y Gami, pero posteriormente cayó ante Ohata en las semifinales.

## Campeonatos y logros
- Kaientai Dojo
  - Strongest-K Female League (2008)
- Professional Wrestling Just Tap Out
  - Only Give Up Tournament (2020)
  - Queen of JTO Championship (1 vez)
- Pro Wrestling Wave
  - Wave Single Championship (1 vez)
  - Wave Tag Team Championship (3 veces) – con Ayako Hamada
  - Dual Shock Wave (2013, 2015) – con Ayako Hamada
  - Dual Shock Wave Awards (1 vez)